# Caustis flexuosa
Caustis flexuosa är en halvgräsart som beskrevs av Robert Brown. Caustis flexuosa ingår i släktet Caustis och familjen halvgräs. Inga underarter finns listade i Catalogue of Life.

## Bildgalleri

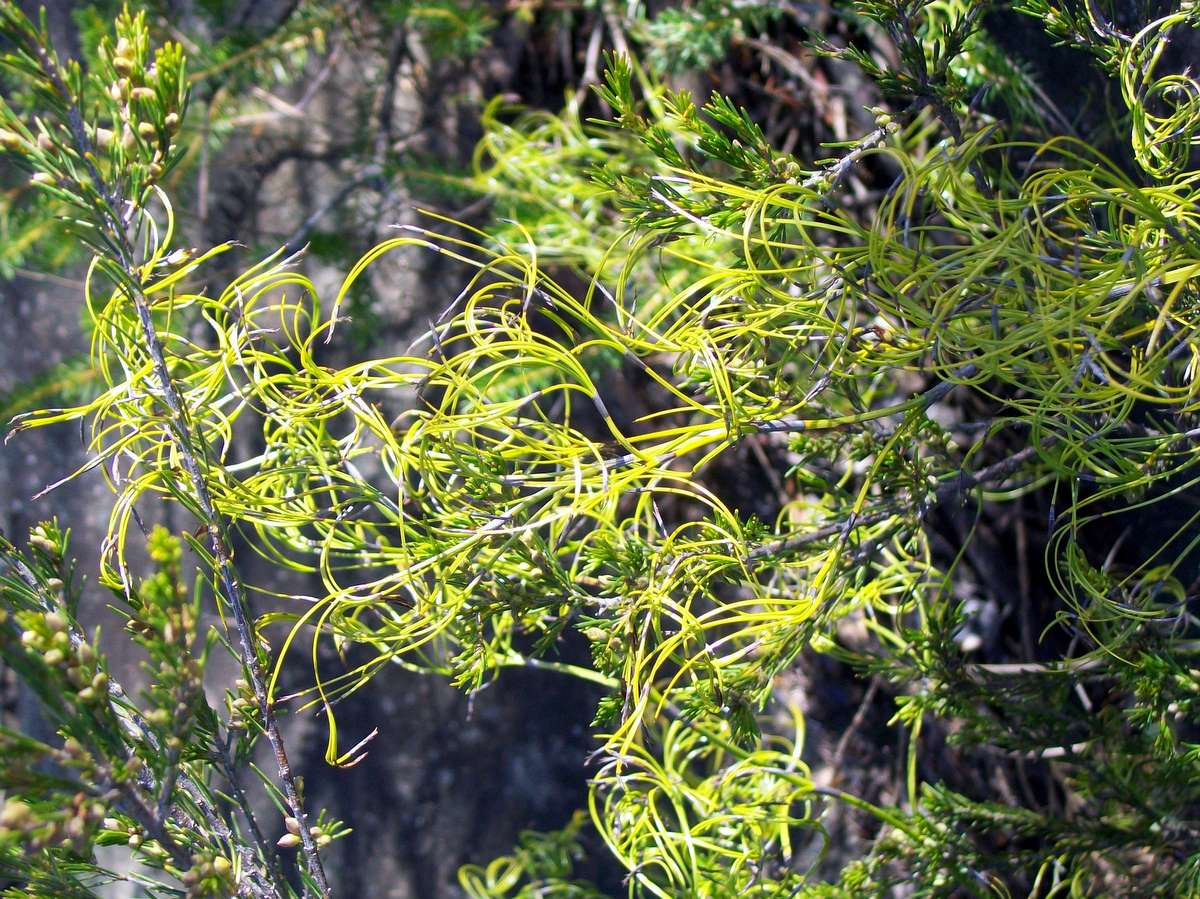